# Plutoid

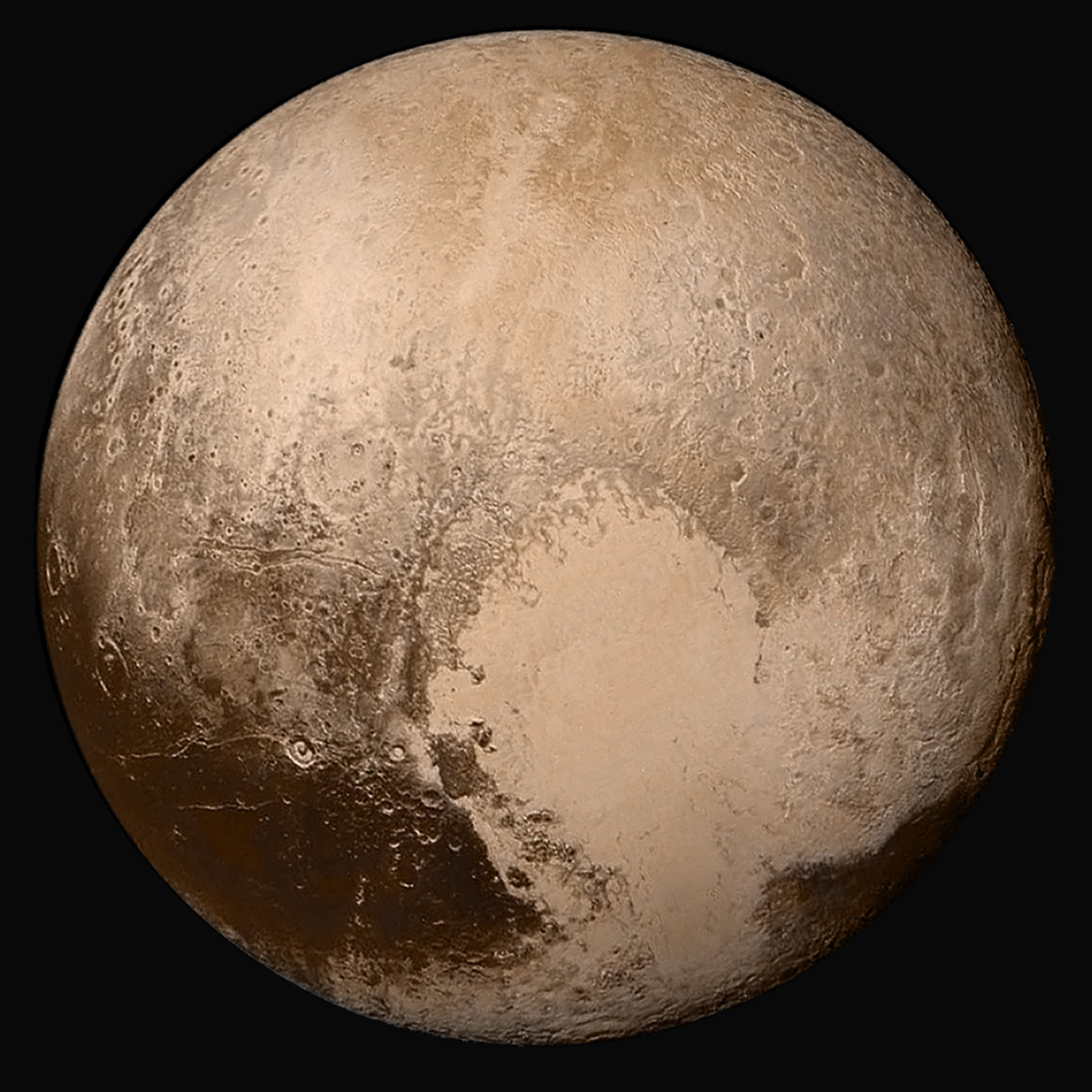
Pluto är en plutoid.

En plutoid eller isdvärg är en transneptunisk dvärgplanet, det vill säga en dvärgplanet som kretsar kring solen utanför Neptunus bana, i det så kallade kuiperbältet. De enda himlakroppar som år 2024 var mer eller mindre officiellt klassade som plutoider är Pluto, Eris, Makemake och Haumea; men ytterligare ett tiotal ansågs då förmodligen vara plutoider av flera auktoriteter.

## Definition
Internationella astronomiska unionen införde begeppet plutoid i juni 2008. Enligt organisationens definition har en plutoid följande egenskaper:
- Den är en himlakropp som kretsar kring solen på ett större medelavstånd än Neptunus.
- Den har tillräckligt stor massa för att gravitationen ska ge den en huvudsakligen sfärisk form.
- Den har inte rensat området kring sin omloppsbana från andra objekt.
- Den är inte en satellit till en plutoid.

Naturliga satelliter till plutoider är alltså inte själva plutoider.
Detta innebär att de dvärgplaneter som också är transneptuner är plutoider.

## Sannolika plutoider
Det är ofta inte helt lätt att avgöra om ett transneptunt objekt uppfyller definitionen på att vara dvärgplanet eller inte. År 2024 var endast Pluto en säkerställd plutoid; de tre övriga som räknas upp ovan klassades som plutoider "ur namngivningssynpunkt" av IAU, med reservation för att senare forskning skulle kunna beröva dem denna status (men inte de namn de erhållit). Ytterligare ett tiotal kända himlakroppar stod upptagna på olika listor som astronomer upprättat över ganska sannolika plutoider; se vidare Dvärgplanet#Plutoidkandidater.